# Кастрело-де-Міньйо
Кастрело-де-Міньйо (гал. Castrelo de Miño, ісп. Castrelo de Miño) — муніципалітет в Іспанії, у складі автономної спільноти Галісія, у провінції Оренсе. Населення — 1928 осіб (2009).
Муніципалітет розташований на відстані близько 420 км на північний захід від Мадрида, 17 км на захід від Оренсе.
Муніципалітет складається з таких паррокій: Астаріс, Барраль, Кастрело-де-Міньйо, Масендо, Понте-Кастрело, Прадо-де-Міньйо, Віде-де-Міньйо.

## Демографія
Динаміка населення (INE ):

## Галерея зображень

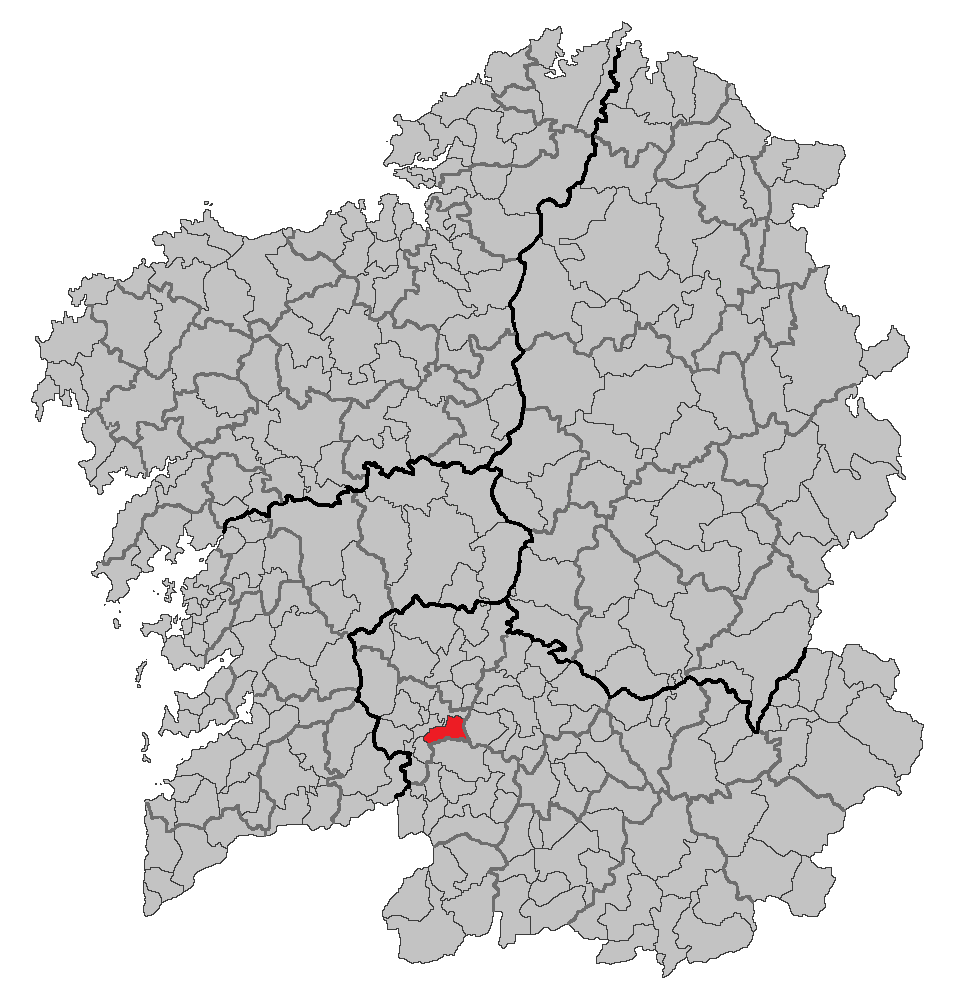
Розташування муніципалітету